# La Forêt-Auvray
Pour les articles homonymes, voir La Forêt et Auvray.
La Forêt-Auvray est une ancienne commune française, située dans le département de l'Orne en région Normandie, devenue le 1er janvier 2016 une commune déléguée au sein de la commune nouvelle de Putanges-le-Lac.
Elle est peuplée de 168 habitants.

## Géographie

### Localisation
| Bréel                        | Saint-Philbert-sur-Orne, Les Isles-Bardel | Ménil-Hermei          |
| Bréel                        | La Forêt-Auvray                           | Saint-Aubert-sur-Orne |
| Sainte-Honorine-la-Guillaume | Sainte-Honorine-la-Guillaume              | Saint-Aubert-sur-Orne |

## Toponymie
Il n'y a pas de forme ancienne connue.
Apparemment « la forêt d'Auvray »,.
Le nom de personne Auvray, devenu patronymique, est spécifique à la Normandie et est d'origine anglo-saxonne Ælf-rēd. Il était particulièrement répandu dans la Normandie ducale où on le trouve aussi sous la forme latinisée Alvredus / Alveredus. Le français moderne Alfred est un emprunt plus récent à l'anglais.
Un lieu-dit conserve le nom de la Querlonde, mot basé sur le vieux norrois lundr « bois, bosquet », qui a donné l'ancien mot normand londe de même sens. Il est précédé d'un élément obscur, vraisemblablement norrois. Peut-être s'agit-il du surnom norrois de la forêt ? En tout cas, ce type de composition témoigne d'une colonisation anglo-scandinave sporadique dans l'Orne.
La Querlonde est aussi le berceau de la famille Duhamel de Querlonde, dont Claude-Benoît, né à Toul en 1721, fut architecte militaire.
Le gentilé est Auvraysien.

## Histoire
Les terres de la Forêt-Auvray sont restées aux mains de la famille Vassy, famille du baronnage normand, du XIe au XVIIIe siècle. Les Vassy descendraient d'un compagnon de Rollon.
Aujourd'hui subsiste leur château, partiellement ruiné qui avait pourtant été reconstruit en style Renaissance à la fin du XVIe siècle.
Sous l'Ancien Régime, le village était le siège d'une sergenterie, ayant droit sur trente-cinq paroisses du Nord-Ouest du Houlme.

## Politique et administration
| Période                                  | Période       | Identité          | Étiquette | Qualité |
| ---------------------------------------- | ------------- | ----------------- | --------- | ------- |
| avant 1981                               | ?             | Jacques Cardonnel | PS        |         |
| ?                                        | mars 2001     | André Guyet       |           |         |
| mars 2001                                | décembre 2015 | Roger Perray      | SE        |         |
| Les données manquantes sont à compléter. |               |                   |           |         |

## Équipements et services publics

### Espaces publics
La commune est un village fleuri (une fleur) au concours des villes et villages fleuris.

## Population et société

### Démographie
En 2022, la commune comptait 168 habitants. Depuis 2004, les enquêtes de recensement dans les communes de moins de 10 000 habitants ont lieu tous les cinq ans (en 2007, 2012, 2017, etc. pour La Forêt-Auvray) et les chiffres de population municipale légale des autres années sont des estimations.
La Forêt-Auvray a compté jusqu'à 1 261 habitants en 1821.
| 1793 | 1800 | 1806  | 1821  | 1836 | 1841 | 1846 | 1851 | 1856 |
| ---- | ---- | ----- | ----- | ---- | ---- | ---- | ---- | ---- |
| 718  | 786  | 1 167 | 1 261 | 873  | 820  | 875  | 836  | 816  |

| 1861 | 1866 | 1872 | 1876 | 1881 | 1886 | 1891 | 1896 | 1901 |
| ---- | ---- | ---- | ---- | ---- | ---- | ---- | ---- | ---- |
| 747  | 745  | 672  | 636  | 633  | 604  | 601  | 514  | 505  |

| 1906 | 1911 | 1921 | 1926 | 1931 | 1936 | 1946 | 1954 | 1962 |
| ---- | ---- | ---- | ---- | ---- | ---- | ---- | ---- | ---- |
| 471  | 438  | 368  | 389  | 378  | 347  | 402  | 349  | 320  |

| 1968 | 1975 | 1982 | 1990 | 1999 | 2007 | 2011 | 2016 | 2020 |
| ---- | ---- | ---- | ---- | ---- | ---- | ---- | ---- | ---- |
| 269  | 235  | 200  | 195  | 182  | 198  | 190  | 172  | 169  |

### Manifestations culturelles et festivités
Chaque année, depuis 1969, se déroule l'épreuve automobile dénommée course de côte de La Forêt-Auvray.

## Culture locale et patrimoine

### Lieux et monuments
- Le château de La Forêt-Auvray, domaine fortifié sur la rive gauche de l'Orne, dont l'enceinte, les tours, la poterne et les douves sont classées au titre des monuments historiques par arrêté du 9 avril 2002 et le logis, le moulin et l'allée d'accès sont inscrits par arrêté du 11 décembre 2001[18].  Site inscrit

Le château reconstruit au XVe siècle se dresse à l'emplacement de celui de la famille des Vassy citée depuis 1066.
L'ancien château en ruines bâti sur un socle rocheux dominant la rive de l'Orne, se présente sous la forme d'une enceinte quadrangulaire fossoyée du XIVe siècle aux murs épais de deux mètres de 250 mètres de pourtour. Elle est flanquée aux angles de tourelles couronnées de mâchicoulis. Une porte fortifiée, au nord, du XIIe siècle, présente des rainures de pont-levis et la coulisse de herse. Les logis ont été remaniés aux XVIIe et XIXe siècles.
- L'église Saint-Pierre, des XVIIIe et XIXe siècles.
- Chapelle de la Salette, du XIXe siècle.
- Halles du XVIIIe siècle.
- La Pierre de la Rousselière : menhir de 2,65 m de hauteur[21].

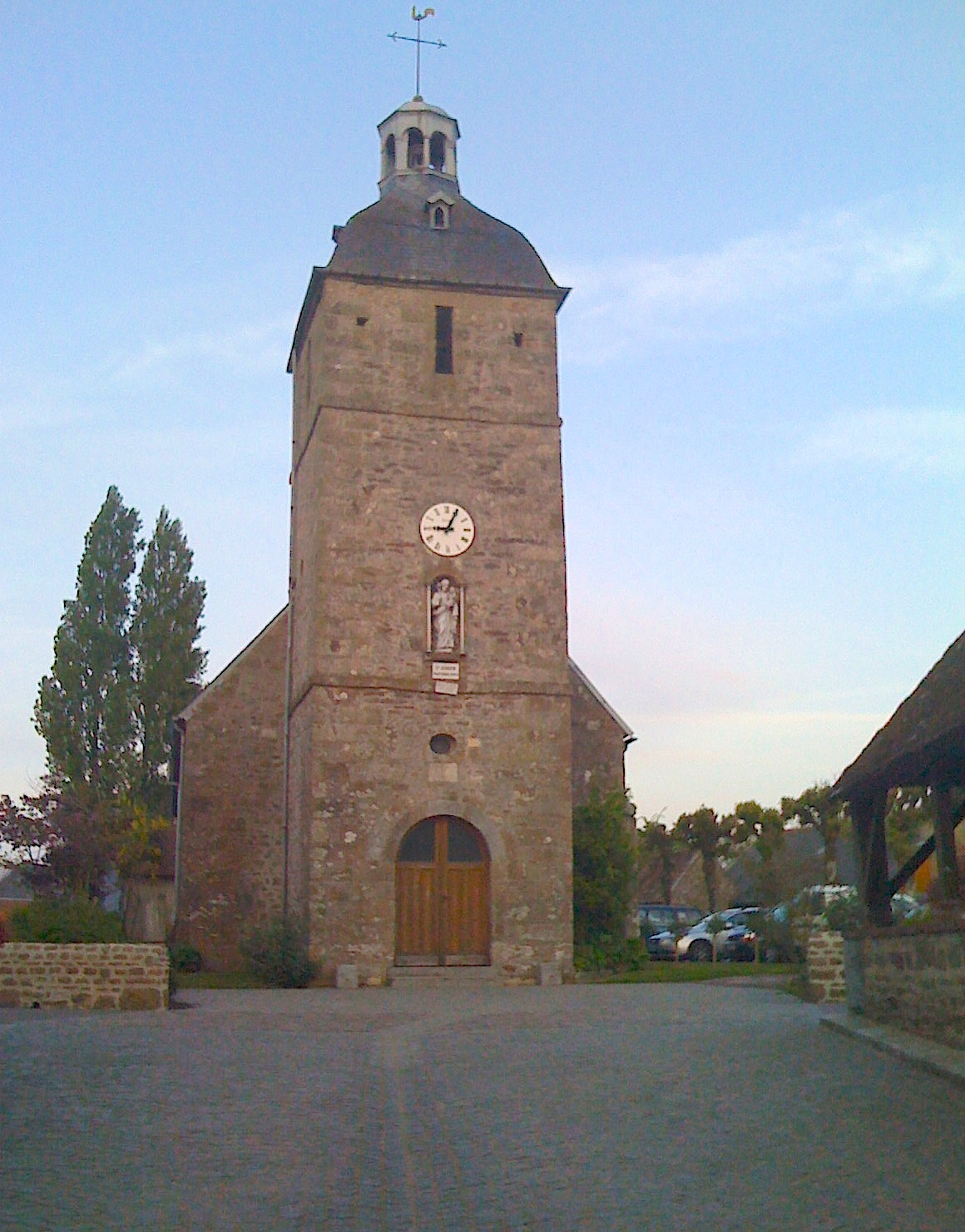
L’église Saint-Pierre.
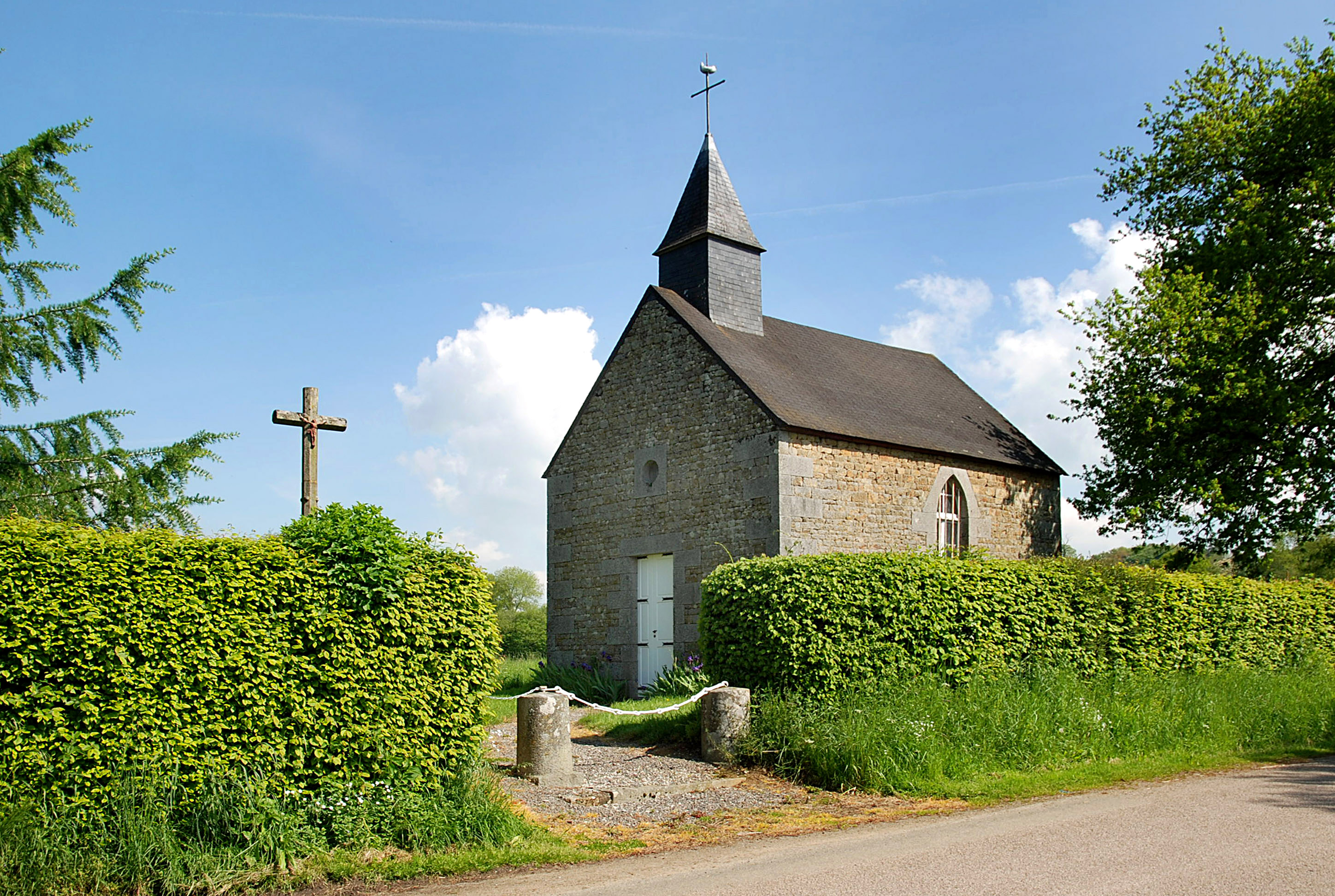
La chapelle Notre-Dame-de-la-Salette.
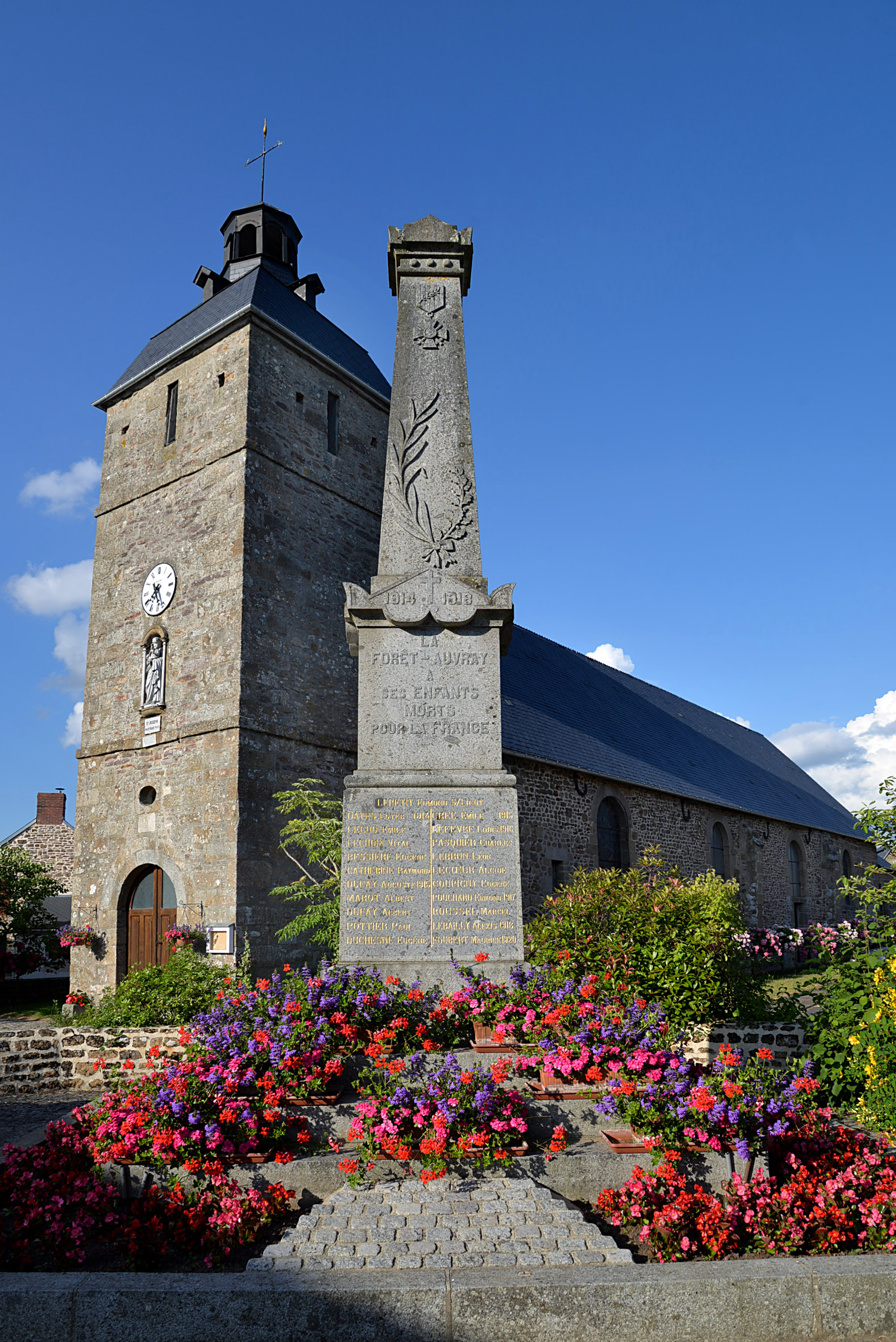
Le monument aux morts.
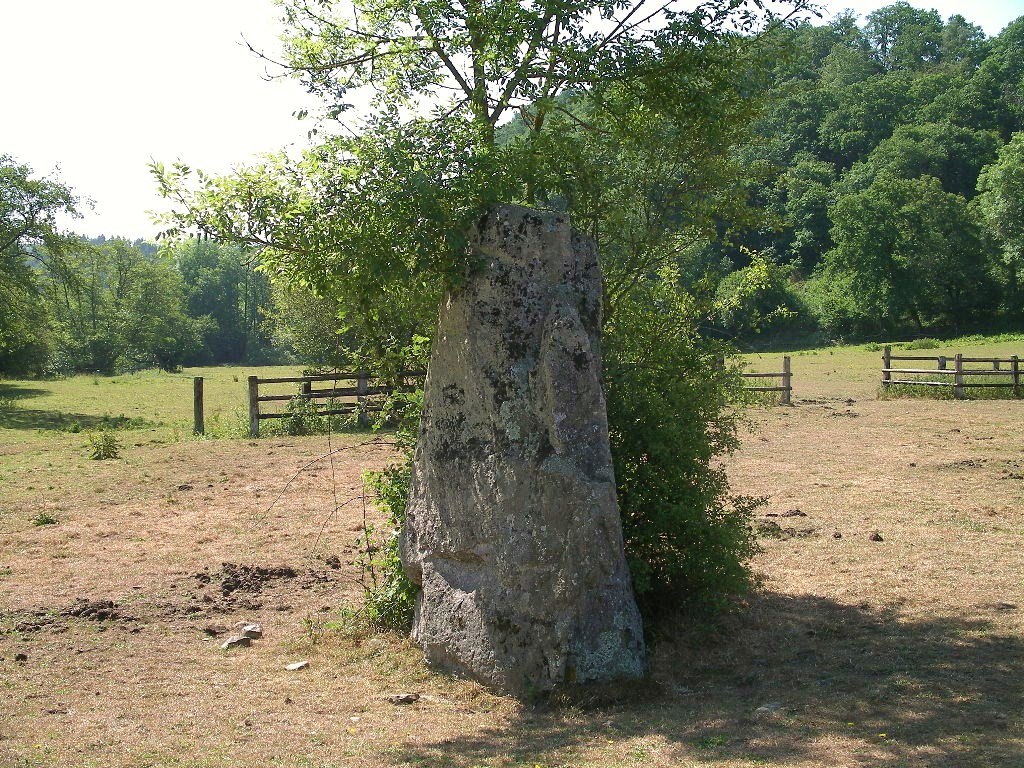
Le menhir de la Rousselière.

## Personnalités liées à la commune
- Jacques de La Lande (1733-1792), prêtre, homme politique né à la Forêt-Auvray, député du clergé aux états généraux en 1789, tué lors des massacres de Septembre.